# U.S. Post Office Demopolis
Das U.S. Post Office Demopolis ist eine Filiale des United States Postal Service in Demopolis, Alabama.
Das Gebäude wurde von 1910 bis 1912 errichtet und am 28. Juli 1984 in das National Register of Historic Places eingetragen.